# Илия Иванов (революционер)
Илия Иванов Шилегаров с псевдоними Препорец или Препорей е български революционер, деец на Вътрешната македоно-одринска революционна организация.

## Биография
Илия Иванов е роден в 1867 година в град Прилеп в Османската империя, днес в Северна Македония. В 1889 година завършва с първия випуск педагогическите курсове на Солунската българска мъжка гимназия. Учител и директор е в български училища в Прилеп, Охрид и на други места. В началото на учебната 1903/1904 година е изпълняващ длъжността директор на Прилепското българско мъжко класно училище. Секретар е на Прилепската българска община.
Присъединява се към ВМОРО. От 1896 до 1898 година е член на Прилепския околийски революционен комитет. В 1928 година издава „География на Македония“. Илия Иванов участва в редакционния комитет на Албум-алманах „Македония“.
- Учителският персонал от Прилепското българско училище от 1892 – 1893 година. Антон Попстоилов, Йордан Янчулев, Спиридон Мирчев, Козма Георгиев, доктор Йордан Бомболов (директор), Пере Тошев, Даме Груев, Георги Трайчев и Никола Смичков. Втори ред: Йордан Попкостадинов, Неделко Дамянов, Илия Хаджитошев, Илия Иванов, Никола Радославов, Константин Трифонов, Стойче Димов и Ангел Воденичаров
- „География на Македония“[8]